# Sciades vagemarmoratus
Sciades vagemarmoratus là một loài bọ cánh cứng trong họ Cerambycidae.